# Pseudotropheus sp. "acei"
Pseudotropheus sp. "acei" (còn được gọi là yellow-tail acei(dịch: acei đuôi vàng)) là một loài cá hoàng đế thuộc nhóm Mbuna của hồ Malawi có độ dài khoảng 7 in (18 cm). Mặc dù được nhiều người biết đến trong nhiều năm, nhưng nó vẫn chưa có mô tả chính thức. Có hai giống khác nhau: Pseudotropheus sp "acei" (Msuli) đuôi vàng là phổ biến nhất và giống Pseudotropheus sp. "acei" (Ngara) đuôi trắng. Giống như hầu hết các loài trong nhóm Mbuna, nó ở trong vùng nước khá nông, tuy nhiên đôi khi nó sẽ ở gần mặt nước, điều này rất hiếm đối với các loài thuộc nhóm Mbunas.
Nó là một loại cá cảnh rất phổ biến. Pseudotropheus sp. "acei" được phát hiện vào năm 1922 bởi nhà ngư học Charles Tate Regan, ban đầu được cho là nó thuộc chi Pseudotropheus, nhưng sau đó được đổi thành chi Gephyrochromis và sau đó lại đổi lại thêm một lần nữa. Nó thích bề mặt đầy cát và đá vì có nhiều khúc cây bị chìm có thể chui vào. Loài này đã tiến hóa bộ răng để có thể ăn sạch tảo epixlyic và tảo epilithic bám trên gỗ. Trong hồ, các khu vực có 30-50 cá thể xung quanh một khúc gỗ lớn điều bình thường còn trong các khu vực đá thì chỉ có 3-10 cá thể.

## Trong bể cá
Chúng là loài động vạt ăn tạp nhưng lại thích ăn các loại thực vật và tảo. Ngoài ra chúng cũng ăn bất kỳ thực phẩm nào được làm cho cá hoàng đế châu Phi. Pseudotropheus sp. "acei" có thể là loài cá hiền lành nhất trong nhóm Mbuna, và do đó không cần thiết phải có tỷ lệ đực và cái. Điều kiện nước ưa thích của chúng là độ pH trên 7,5 và nhiệt độ từ 78–82 °F (26–28 °C).